# Sedmina (film)
Sedmina je slovenski dramski film iz leta 1969 v režiji Matjaža Klopčiča. Film je posnet po istoimenskem romanu Bena Zupančiča. Dogajanje je postavljeno v Ljubljano ob izbruhu druge svetovne vojne. To je drugi film v seriji zbirke slovenskega filmskega centra "SI-FI Klasika".

## Igralci
- Rade Šerbedžija kot Niko
- Snežana Nikšić kot Marija
- Milena Dravić kot Filomena
- Mirko Bogataj kot Popaj
- Relja Bašić kot Carlo Gasparone
- Tone Slodnjak kot Tiger